# Bảo tàng ngân hàng Hàn Quốc
Bảo tàng Ngân hàng Hàn Quốc (tiếng Hàn: 한국은행 화폐금융박물관; Hanja: 韓國銀行貨幣金融博物館), là bảo tàng kinh tế và tiền tệ nằm ở Seoul thành lập bởi Ngân hàng Hàn Quốc vào năm 2001. Địa chỉ 110 Namdaemunno 3-ga, Jung-gu, Seoul.
Bảo tàng được trong một tòa nhà lịch sử ở Seoul, xây dựng vào năm 1912 và trước đây là trụ sở chính của Ngân hàng Hàn Quốc.

## Tòa nhà

### Lịch sử
Tòa nhà bảo tàng, trước đây là văn phòng, trụ sở chính của Ngân hàng Hàn Quốc (tiếng Hàn: 한국은행 본관; Hanja: 韓國銀行本館), là vùng đất lịch sử được bảo vệ chỉ định là di tích quốc gia Số 280 vào năm 1981. Ban đầu là chi nhánh của Ngân hàng Dai-Ichi ở Seoul, nó được thiết kế bởi Tatsuno Kingo, một kiến trúc sư người Nhật nổi tiếng với kiến trúc Ga Tokyo và tòa nhà Ngân hàng Nhật Bản ở Tokyo.
Công trình bắt đầu xây dựng vào tháng 11 năm 1907. Tòa nhà cuối cùng hoàn thành vào tháng 1 năm 1912 là trụ sở của Ngân hàng Chosen, ngân hàng trung ương Hàn Quốc trong suốt thời kì Nhật thuộc.
Sau khi Hàn Quốc được giải phóng khỏi sự cai trị của Nhật Bản năm 1945, Ngân hàng Chosen bị giải thể và Ngân hàng Hàn Quốc, ngân hàng trung ương của Hàn Quốc, thay vào đó được thành lập vào 12 tháng 6 năm 1950; tuy nhiên, tòa nhà xây dựng hình tượng như một trụ sở văn phòng cho ngân hàng mới được thành lập. Trong suốt Chiến tranh Triều Tiên, tòa nhà bị thiệt hại lớn từ một cuộc công kinh, nhưng sau đó được sửa chữa từ tháng 5 năm 1956 đế tháng 10 năm 1958.
Sau đó, tòa nhà được tiếp tục sử dụng như văn phòng chính của Ngân hàng Hàn Quốc cho đến khhi ngân hàng chuyển đến nó được chuyển vào một tòa tháp nằm ở phía sau tòa nhà này vào năm 1987. Từ năm 1987 đến năm 1989, mặt chính và phần mái của tòa nhà được khôi phục lại như thiết kế ban đầu, trong khi đó nội thất đã có một phần thay thế từ đá thạch cao bằng cẩm thạch. Văn phòng cuối cùng của Ngân hàng Hàn Quốc rời khỏi tòa nhà vào tháng 12 năm 2000, và tòa nhà được chuyển đổi và mở thành Bảo tàng ngân hàng Hàn Quốc vào 13 tháng 6 năm 2001.

## Liên kết
- Trang chủ chính thức Lưu trữ ngày 19 tháng 2 năm 2015 tại Wayback Machine